# Дорно (Павија)
Дорно (итал. Dorno) је насеље у Италији у округу Павија, региону Ломбардија.
Према процени из 2011. у насељу је живело 4479 становника. Насеље се налази на надморској висини од 88 м.

## Становништво
| 1936. | 1951. | 1961. | 1971. | 1981. | 1991. | 2001. | 2011. |
| ----- | ----- | ----- | ----- | ----- | ----- | ----- | ----- |
| 4.150 | 4.029 | 4.058 | 4.012 | 4.142 | 4.084 | 4.184 | 4.584 |